# ناحیه کاتاراکتیز
ناحیه کاتاراکتیز (به لاتین: Cataractes District) یک منطقهٔ مسکونی در جمهوری دموکراتیک کنگو است که در کنگو مرکزی واقع شده‌است.